# Municipio de Cazones de Herrera

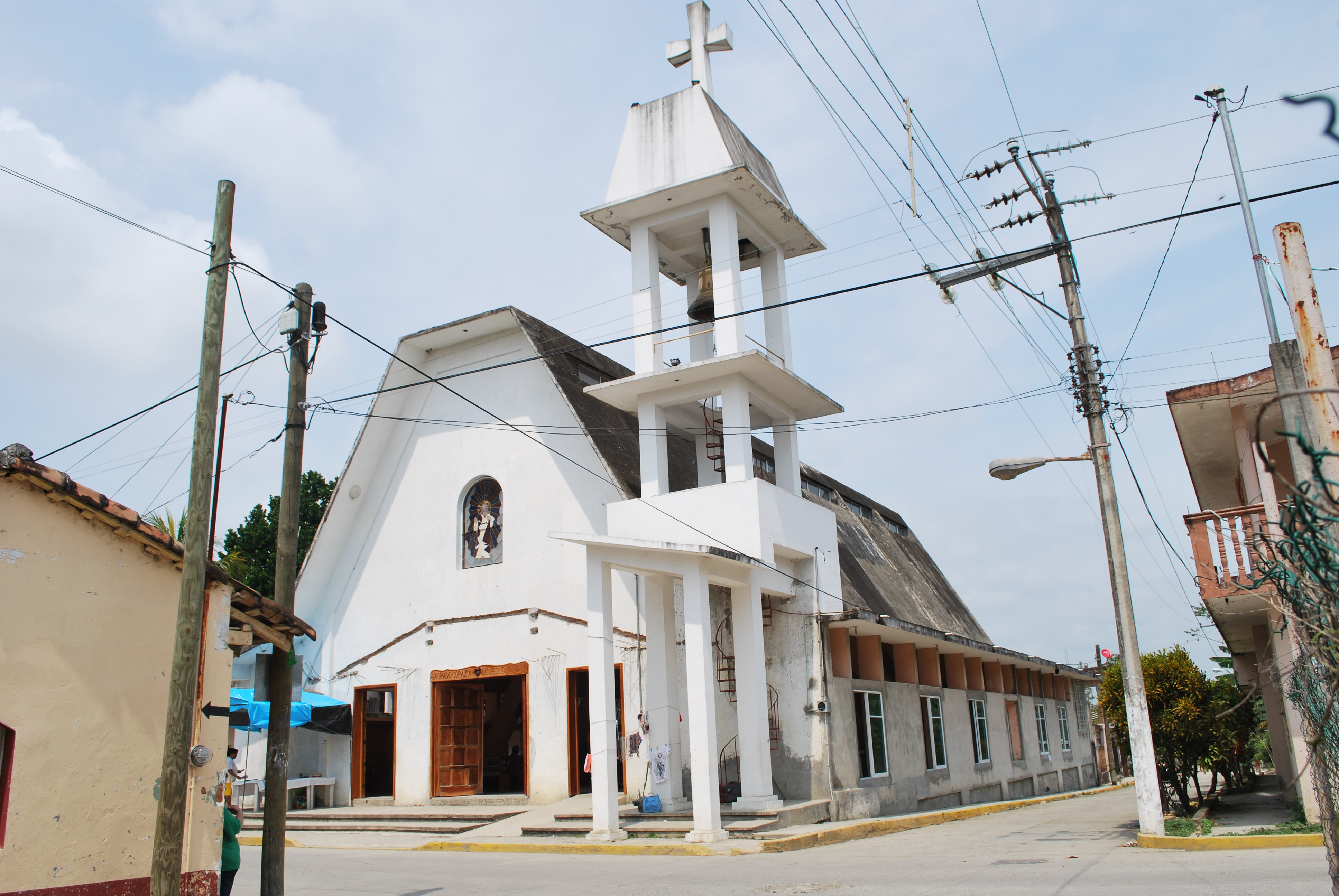
Parroquia de Cazones

Cazones de Herrera es uno de los 212 municipios del Estado de Veracruz, México. Está ubicado en las regiones del Totonacapan y la Huasteca, conocido como El municipio donde se amalgaman las dos culturas; ya que el río Cazones que divide al municipio en dos, también marca el límite entre las regiones Huasteca y Totonaca. Limita al norte con el municipio de Tuxpan, al este con el litoral del Golfo de México, al sur con el municipio de Papantla y al oeste con el municipio de Tihuatlán. La cabecera es la localidad de Cazones de Herrera, con una población de 3,863 habitantes.
El nombre del municipio proviene de la actividad de pesca de tiburón en las costas del municipio y el apellido Herrera en honor al General Vicente Herrera.
De acuerdo con el Conteo de Población y Vivienda INEGI 2020, la población total del municipio es de 24,421 hab., algunas de sus localidades más importantes son Barra de Cazones, Manlio Fabio Altamirano, La Unión (kilómetro 31) y Rancho Nuevo.

## Toponimia
Cazones de herrera; Cazones es el nombre que se le da a los tiburones de tamaño pequeño, los cuales se tenía por costumbre pescar en la barra homónima, y de Herrera en honor a José Joaquín de Herrera.

## Geografía

### Localización
Ubicado en la zona norte del estado, en la zona de la llanura costera del golfo entre los paralelos 20° 36’ y 20° 49’ de latitud norte y los meridianos 97° 10’ y 97° 25’ de longitud oeste, con una altitud entre los entre los 0 y 120 m.

### Orografía
El territorio del municipio se encuentra en el límite entre las regiones Huasteca y Totonaca, divididas por el río Cazones, con un terreno regular generalmente.

### Hidrografía
El territorio se encuentra dividido prácticamente a la mitad por el río Cazones, siendo este y la Boquilla las únicas corrientes de agua que hay en el municipio. Hacía la desembocadura del Cazones en el Golfo de México se forma la barra de Cazones, de la cual a solo 22 km se encuentra el arrecife Bajo Negro el cual ocupa una 200 ha.

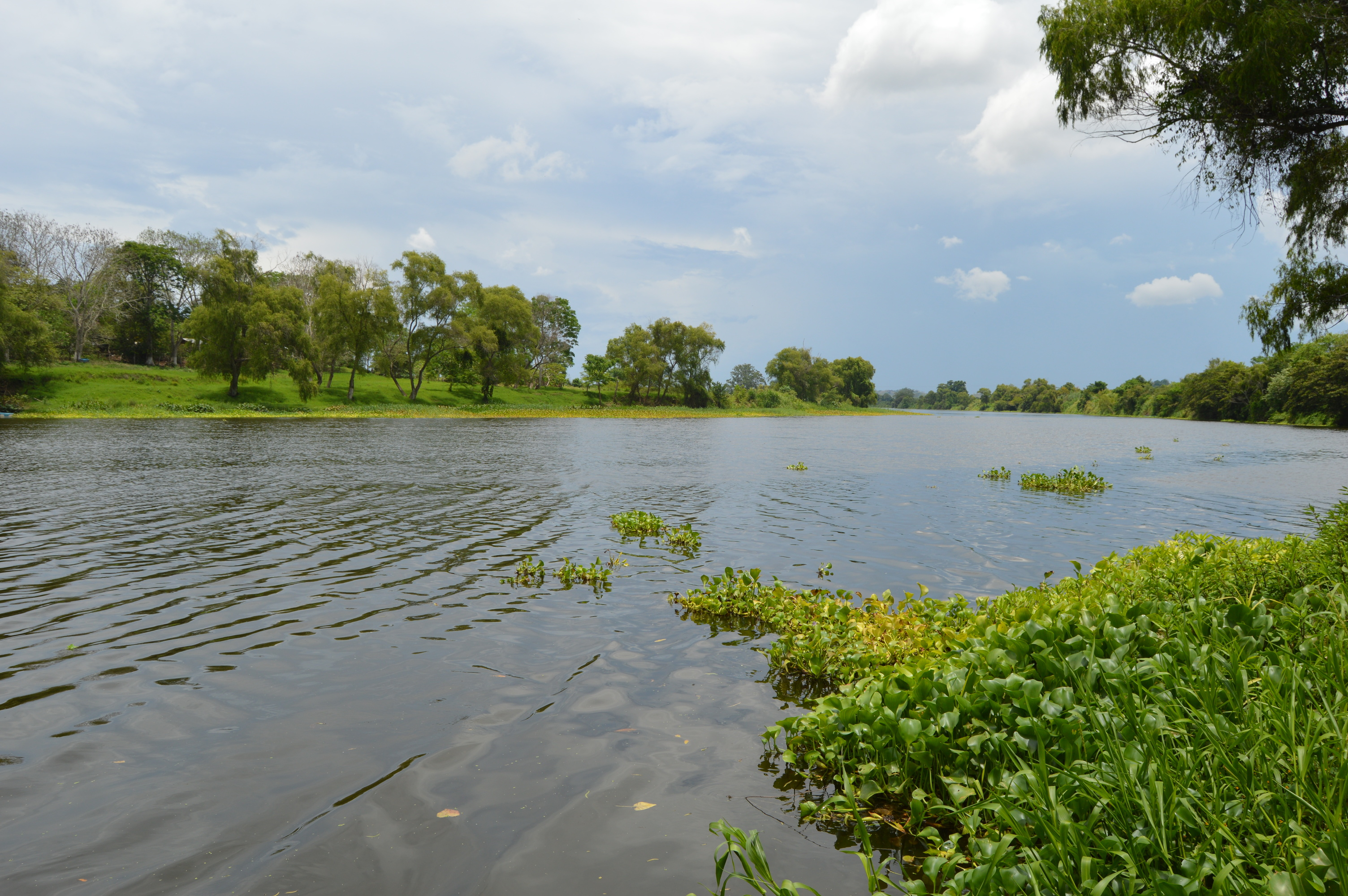
Rio Cazones en las cercanías de la cabecera municipal.

### Límites municipales
Tiene límites administrativos con los siguientes municipios y/o accidentes geográficos, según su ubicación:
|                  | Norte: Túxpam |                       |
| Oeste: Tihuatlán |               | Este: Golfo de México |
|                  | Sur: Papantla |                       |

## Clima
En el territorio municipal colindan tres diferentes tipos de climas, el cálido subhúmedo con lluvias en verano, de mayor humedad en un 48.22% del territorio, el cálido húmedo con abundantes lluvias en verano con un 34.69% del territorio y el cálido subhúmedo con lluvias en verano, de humedad media que abarca un 17.09% del territorio municipal, tiene una precipitación media de entre 1400 y los 1600 mm.

## Turismo

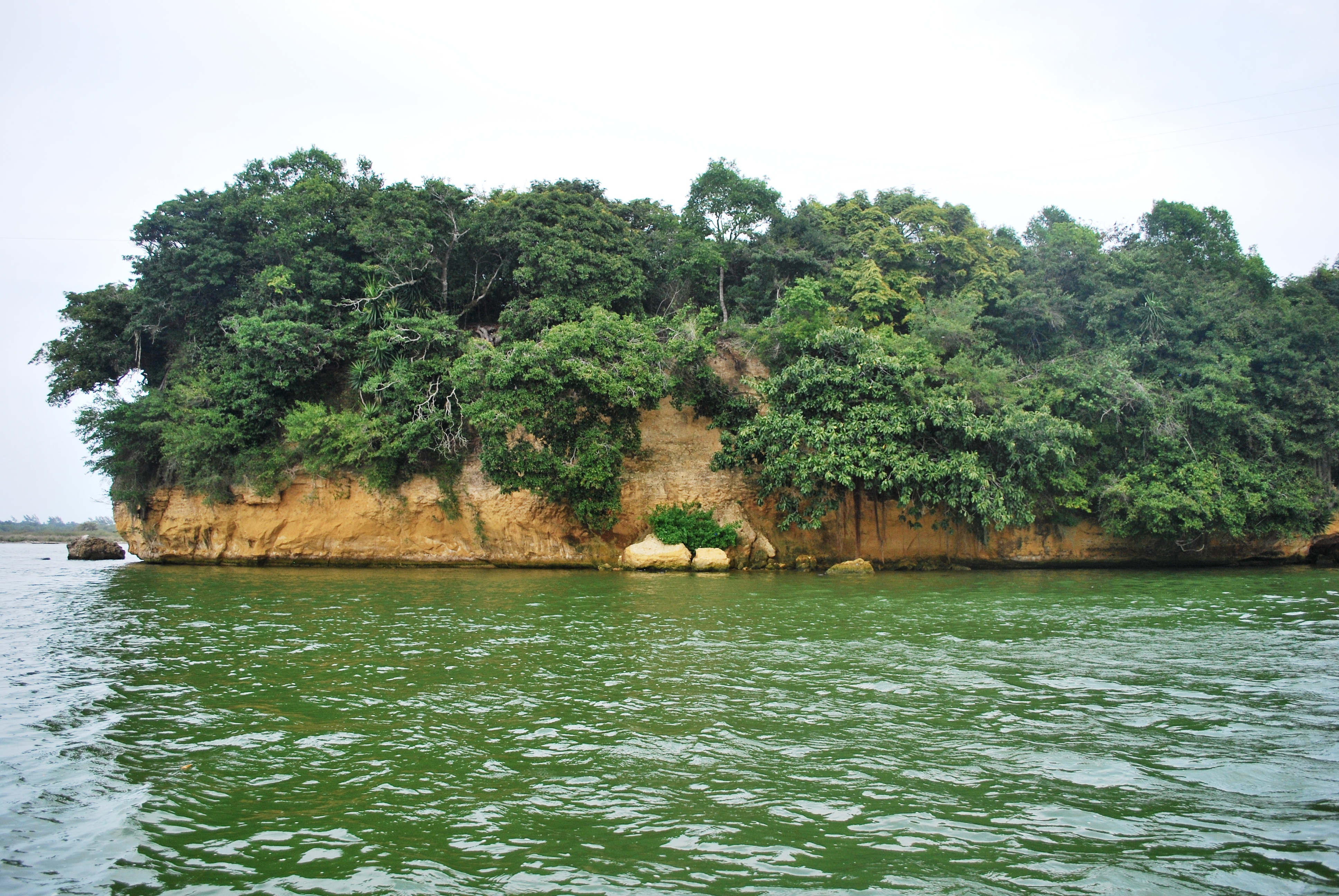
El Farallón

Al ser un municipio costero, la mayoría de sus atracciones son playas,como: Playa Azul, playa Boquitas, playa Sur, playa Chaparrales. Aunque también suelen realizar paseos por la ribera del río y los manglares.

### El Farallón
Es un islote, que se ubica frente a la barra de Cazones, que se piensa era refugio de piratas en el siglo XV, esta isla ubicada en medio del río, a 500 metros del mar, cuenta con una pared de 18 metros de altura, denomina el Chivo, donde se practicá rápel.

## Personajes ilustres
- Vicente Herrera Hernández, General Brigadier.
- Santos Canella Fadanelly, primer Presidente del Consejo Municipal.

## Presidentes municipales
- Maximino Téllez Marie (1998-2000)
- Humberto Manuel Téllez Marie (2001-2004)
- Julian Ovando Meza (2005-2007)
- Jorge Arturo Zardoni Herrera (2008-2010)
- Alejandro Herrera Carranza (2011-2012)
- Orlando González González (2013 - 2017)
- Zenón Pacheco Vergel (2018 - 2021)